# Modulo (idrologia)
Il modulo di un corso d'acqua in idrologia è la portata inter-annuale media del medesimo; è una sintesi delle portate medie annue (QMA) del corso d'acqua per un certo periodo di riferimento (almeno 30 anni di misure consecutive).

## Natura della grandezza
Viene generalmente espresso in metri cubi al secondo (m3/s o m3s-1). Esso viene calcolato in un punto del corso d'acqua, per una durata sufficientemente lunga (annua o pluriennale) per non essere influenzato dalle variazioni giornaliere o stagionali della portata (piene eccezionali, precipitazioni straordinarie, ecc.). Ciò ne fa un coefficiente annuo che consente di valutare l'importanza relativa del corso d'acqua.

## Calcolo della portata media annua
Si ottiene la portata media annua calcolando la media aritmetica e quella ponderata delle portate medie mensili (12 QMM per anno di calendario).
{\displaystyle Q_{\rm {{\bar {M}}A}}={\frac {Q_{\rm {{\bar {M}},gennaio}}\times 31+\ldots +Q_{\rm {{\bar {M}},novembre}}\times 30+Q_{\rm {{\bar {M}},{\text{dicembre}}}}\times 31}{365}}}

### Calcolo del modulo
Per ottenere il modulo di un corso d'acqua, si fa una media dei QMA di un periodo di anni di misure della portata media annua del corso d'acqua (periodi da 20 a 30 anni, in generale)

## Modulo specifico
Il "modulo specifico" è il modulo rapportato alla superficie del bacino idrografico, generalmente espresso in litri al secondo per chilometro quadro (l⋅s-1⋅km-2). Esso consente di studiare e confrontare l'idrologia dei bacini idrografici di dimensioni diverse.